# Chlorostilbon ricordii
Chlorostilbon ricordii е вид птица от семейство Колиброви (Trochilidae).

## Разпространение
Видът е разпространен в Бахамските острови, Куба и Търкс и Кайкос.